# キャンディ (原田真二の曲)
「キャンディ」（Candy）は、原田真二の楽曲。
1977年11月25日に2枚目のシングルとしてリリース。

## 解説
1977年10月から3か月連続でシングルを発売するというトリプルデビューを果たした、原田のトリプル・シングル第2弾。
このシングルはカップリング曲「グッド・ラック」を含めた編曲も手がけ、原田のライブバンド「WAVE」の初期メンバーであった古田たかし、デイブ伊藤、Kaz南沢ら、原田を含めて3人が10代という若手中心での録音となった。
原田はテレビ出演の際に、ピアノを演奏しながら歌っていたが、レコーディングではチェンバロを演奏。
カップリング曲「グッド・ラック」のホーンセクションは、アミューズとの関連で新田一郎率いるHorn Spectrumが参加した。
作詞の松本隆が、本楽曲の詞は締切間際に少女漫画『キャンディ・キャンディ』にインスパイアされて書き上げたものであることを『風街図鑑』のセルフライナーノーツで述べている。
レコード発売時の公開番組などでは、歌の合間にアイドル歌手そのままの「シンジ!｣というコールが女性ファンから沸き起こった。
原田によれば、当時は洋楽的な世界の音楽シーンにデビューしたつもりが、日本の芸能界・アイドル業界の渦に巻き込まれていくのをリアルに感じていた時期で、このコールにも抵抗があったという。
しかし、2000年代以降は「シンジが足りない!」「もっとシンジが欲しいんだ!」と、あえて観客に「シンジコール」を要求することが増えている。2008年頃以降は、主にイベント的なライブでの場の盛り上げとして「キャンディ」歌唱時に、デビュー当時の状況と「今ではシンジが足りない」などと説明し、自ら観客に「シンジコール」を促すのがお約束となっている。
コンチネンタルスターPresents Special Music Show 2011（2011年11月20日、ラゾーナ川崎プラザ）での観客との掛け合いで「シンジコール」を要求するシーンは、テレビ朝日のワイドショー『モーニングバード!』でも取り上げられた。

## 収録曲
両曲作詞：松本隆／作曲：原田真二
1. キャンディ(3分42秒)
編曲：原田真二・阿部雅士
2. グッド・ラック(4分14秒)
編曲：原田真二

## ミュージシャン

### キャンディ
- 原田真二：チェンバロ・バッキングボーカル
- 古田たかし：ドラムス
- デイブ伊藤：フレットレスベース
- Kaz南沢：エレクトリック・ギター
- 池田雅彦：アコースティック・ギター
- トマトカルテット：ストリングス

### グッド・ラック
- 原田真二 ピアノ ・シンセサイザー ・ソリーナ
- 古田たかし：ドラムス
- デイブ伊藤：フレットレスベース
- Kaz南沢：エレクトリック・ギター
- ホーンスペクトラム（中村哲・新田一郎・兼崎順一）：ブラス・セクション

## 収録アルバム
オリジナル・アルバム
- 『Feel Happy』
- 『Feel Free』（リメイクバージョン）

ベスト・アルバム
- 『GOLDEN☆BEST 原田真二 OUR SONG〜彼の歌は君の歌〜』
- 『GOLDEN☆BEST 原田真二 1992-1996 SHINE THE LIGHT COLLECTION』（アコーステックバージョン）
- 『Feel Happy 2007〜Debut 30th Anniversary〜』

ライブ・アルバム
- 『Shinji Harada at Budokan '78〜Time Travel〜』

セルフカバー
- 『Best Songs』（アコーステックバージョン）

## カバー
「キャンディ」は多くの歌手によりカバーされている。

### CD音源化されているもの
- ROCKAPELLA（1992年）
- 太田裕美（1999年）- 松本隆作詞家生活30周年記念アルバム『Candy』に収録。
- RETRO G-STYLE（2003年）
- 小柳ゆき（2003年）
- 斉藤和義（2007年）
- 宇宙（Woo Joo）（2007年）
- 島谷ひとみ（2007年）
- 西寺実（2009年）
- 荻野目洋子（2009年）
- リクオ（2010年）
- 青山テルマ（2010年）
- タケカワユキヒデ（2013年）
- しがせいこ（2013年）
- 斎藤工（2015年） - トリビュートカバーアルバム『風街であひませう』の完全限定生産盤スペシャルディスク（『風街でよむ』）に歌詞朗読が収録[6]。
- 原田知世（2016年） - カバーアルバム『恋愛小説2 -若葉のころ』に収録[7]。
- 辛島美登里（2017年） - アルバム『Cashmere』に収録。
- 三浦大知（2021年） - 松本隆トリビュートアルバム『風街に連れてって！』（2021年）収録[8]。

### ライブ・テレビ番組のみでのカバー
- 大江千里
- 清春
- 中川晃教
- ハナレグミ
- Mr.Children
- MADE IN LOVE